# 索普公園
索普公園（英語：Thorpe Park）是位於英格蘭薩里郡切特西和斯坦斯之間的一個主題樂園，由默林娛樂所有並運營。這裡在1930年代之前就曾有公園，但後來荒廢。索普公園興建於1970年代，並在1979年正式開放。公園內有眾多過山車娛樂設施。

## 2023年開放時間
| 開放時間         | 2023年4月1日至15日   | 2023年4月16日至5月26日             | 2023年5月27日至6月4日 | 2023年6月5日至7月22日 |
| ---------------- | -------------------- | ---------------------------------- | --------------------- | --------------------- |
| 星期一至五       | 上午10:00 - 晚上6:00 | 上午10:00 - 下午5:00 (休園日除外） | 上午10:00 - 晚上6:00  | 上午10:00 - 下午5:00  |
| 星期六           | 上午10:00 - 晚上6:00 | 上午10:00 - 晚上6:00               | 上午10:00 - 晚上6:00  | 上午10:00 - 晚上7:00  |
| 星期日及公眾假期 | 上午10:00 - 晚上6:00 | 上午10:00 - 晚上6:00               | 上午10:00 - 晚上9:00  | 上午10:00 - 晚上6:00  |

只供參考，詳細開放時間請參閱索普公園官方網站。

## 外部連結
- 官方网站
- Merlin Entertainments （页面存档备份，存于）
- Official Fan Website （页面存档备份，存于）